# Georg Albrecht Zipf
Georg Albrecht Zipf (* 28. Mai 1808 in Hanau; † 2. Oktober 1870 in Frankfurt am Main) war ein Kaufmann und Politiker der Freien Stadt Frankfurt.

## Leben
Zipf war der Sohn des Professors Philipp Carl Zipf in Hanau. Er lebte als Kaufmann in Frankfurt am Main. Von 1849 bis 1853 war er Mitglied der Frankfurter Handelskammer. 
Er gehörte von 1852 bis 1854 dem Gesetzgebenden Körper der Freien Stadt Frankfurt an.